# Ágis IV
Ágis IV (em grego: Ἄγις; ca. 265 a.C. — 241 a.C.) foi rei da cidade-Estado grega de Esparta de 245 a.C. até 241 a.C. ano da sua morte. Pertenceu à Dinastia Euripôntida.
Plutarco dedicou um capítulo do livro Vidas Paralelas a este rei, comparando Ágis e Cleómenes III a Tibério e Caio Graco